# Evangelisches Jugendheim Schleiden-Gemünd
Das evangelische Jugendheim in Schleiden-Gemünd ist ein denkmalgeschütztes Gebäude in Nordrhein-Westfalen.

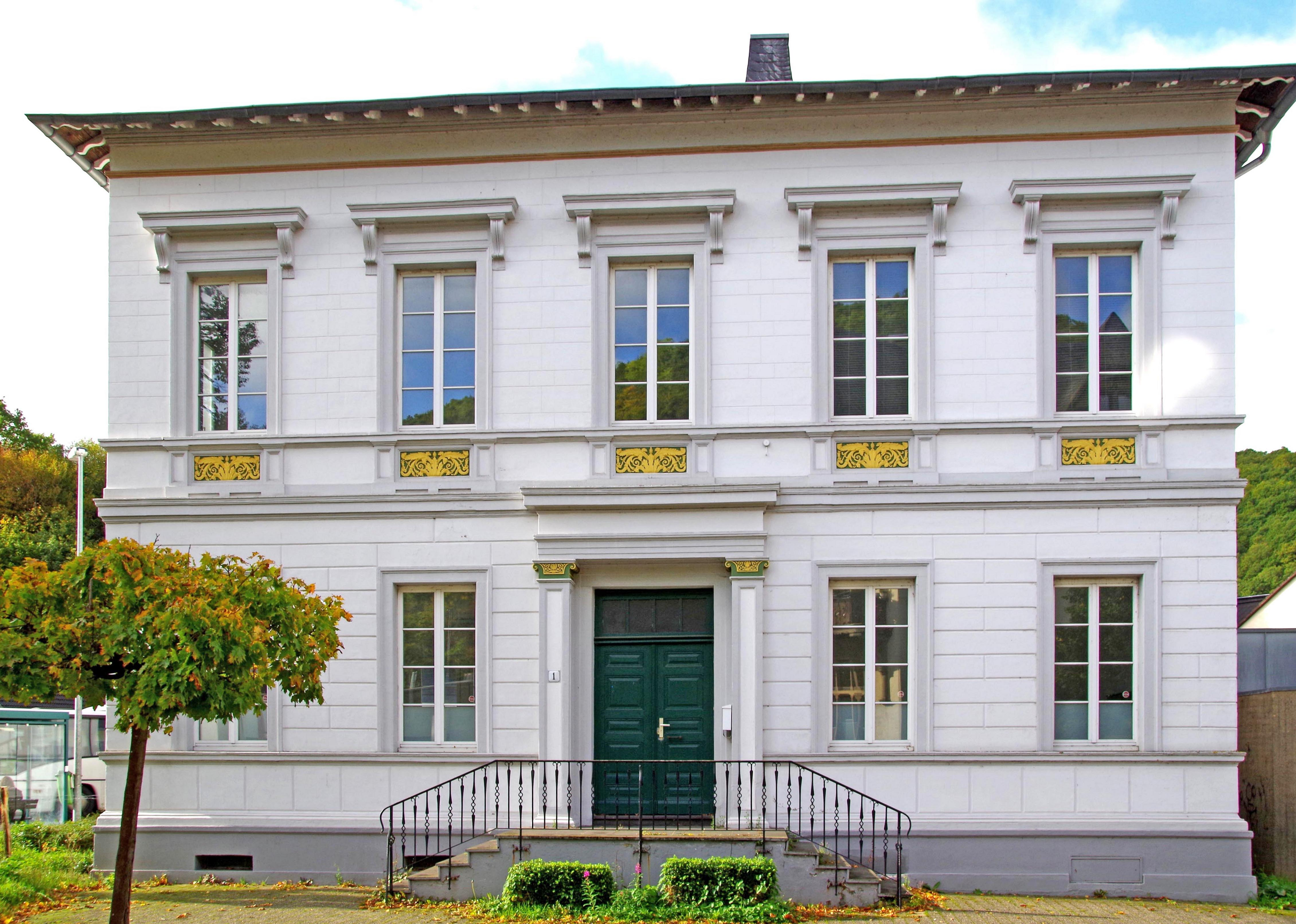
Evangelisches Jugendheim Schleiden-Gemünd

## Beschreibung
Der an der Alten Bahnhofstraße 1 gelegene zweigeschossige Putzbau wurde 1857 als Wohnhaus im Stil des Berliner Spätklassizismus errichtet. Die Straßenfront ist durch stuckierte Ornamentplatten, Portal- und Fensterrahmungen ausgezeichnet, die Eingangstreppe war ursprünglich einläufig.
Nach der weitgehenden Zerstörung der Ortschaft im Zweiten Weltkrieg ist der Bau als einer der wenigen erhaltenen historischen Bauten von kunst- und ortshistorischer Bedeutung.